# Figos Brancos Santiaguiños
Figos Brancos Santiaguiños es un cultivar de higuera de tipo higo común Ficus carica, unífera (con una sola cosecha por temporada, los higos de verano-otoño), de higos de epidermis con color de fondo verde amarillento con sobre color verde hierba en mancha que sigue el recorrido de alguna de las costillas, lenticelas escasas. Se cultiva principalmente  en Galicia donde es muy popular por su dulzor, y por ser extraordinariamente productivo,  extendido en huertos y jardines privados.

## Sinonimia
- „Santiaguiños“ por coincidir el inicio de su maduración con el día asignado a Santiago Apóstol en el calendario (25 de julio),[5][6][7]

## Historia
Nuestra higuera Ficus carica, procede de Oriente Medio y sus frutos formaron parte de la dieta de nuestros más lejanos antepasados. Se cree que fueron fenicios y griegos los que difundieron su cultivo por toda la cuenca del mar Mediterráneo. Es un árbol muy resistente a la sequía, muy poco exigente en suelos y en labores en general.
Los higos secos son muy apreciados desde antiguo por sus propiedades energéticas, además de ser muy agradables al paladar por su sabor dulce y por su alto contenido en fibra; son muy digestivos al ser ricos en cradina, sustancia que resulta ser un excelente tónico para personas que realizan esfuerzos físicos e intelectuales.
España se ha consolidado en los últimos años como el mayor productor de higos de la Unión Europea y el noveno a nivel mundial, según los datos de "FAOSTAT" (Estadísticas de la FAO) del 2012 que recoge un reciente estudio elaborado por investigadores del « “Centro de Investigación Finca La Orden- Valdesequera” ».
Las higueras, se encuentran presentes en muchos países del mundo, y en Galicia también, con diversas variedades autóctonas.

## Características
La higuera 'Figos Brancos Santiaguiños' es una variedad unífera de tipo higo común. Árbol de mediano desarrollo, follaje denso. 'Figos Brancos Santiaguiños' son de producción alta de higos.
Los frutos de la variedad 'Figos Brancos Santiaguiños' son higos ovoidales en forma de peonza, no simétricos, con la base distal aplanada; los higos de tamaño grande de unos 39 gramos en promedio; de epidermis elástica, grietas longitudinales ausentes de higos de epidermis con color de fondo verde amarillento con sobre color verde hierba en mancha que sigue el recorrido de alguna de las costillas, lenticelas escasas; Cuello del higo cilíndrico de tamaño intermedio, continua con un pedúnculo muy corto con escamas pedunculares grandes verdes. Con un ºBrix (grado de azúcar) de 21 de sabor dulce, fresco, delicioso, con firmeza media y resistente, con cavidad interna pequeña a mediana, con la carne-receptáculo sin coloración, con color de la pulpa blanco con tonos verdosos, con numerosos aquenios, pequeños. De una calidad buena en su valoración organoléptica, son de un inicio de maduración desde finales de julio (25 de julio día de Santiago Apóstol) hasta mediados de septiembre, extraordinariamente productivo, los higos se desprenden fácilmente.

## Cultivo y usos
'Figos Brancos Santiaguiños', es una variedad de higo que además de su uso en alimentación humana en fresco, se utilizan en guisos, mermeladas, y tartas. También se ha cultivado en Galicia tradicionalmente para alimentación del ganado porcino.